# Оллсопп, Дэнни
Дэниел «Денни» Ли Оллсопп (англ. Daniel "Danny" Lee Allsopp; род. 10 августа 1978, Мельбурн, Австралия) — австралийский футболист, выступавшего на позиции нападающего.
Как игрок, он несколько сезонов выступал за «Манчестер Сити» и был частью команды, которая в 2000 году вернулась в Премьер-лигу, а также выступал на правах аренды за «Ноттс Каунти», «Рексем» и «Бристоль Роверс». В Англии также выступал за «Халл Сити», где был результативным бомбардиром, и в MLS за «Ди Си Юнайтед».
Он был игроком сборной Австралии и является вторым по результативности игроком «Мельбурн Виктори», а также долгое время входил в топ бомбардиров А-лиги за все время.

## Биография

### Клубная карьера
Оллсопп начал свою футбольную карьеру в 1994 году в 16-летнем возрасте в «Монбалк Рейнджерс», выступавший в первом дивизионе Викторианской предварительной лиги. В следующем году он присоединился к «Кройдон Сити Эрроуз» в турнире 1-го дивизиона Викторианской лиги штата, а в позднее в 1995 году присоединился к клубу Национальной футбольной лиги «Саут Мельбурн». Оллсопп известен тем, что стал первым игроком «Саут Мельбурн», забившим гол на «Лейксайд Стэдиум» после того, как клуб переехал со своего старого стадиона «Мидл Парк». В юный Оллсопп производил впечатление на тренера Фрэнка Арока, но не смог пробиться в команду сменившего его Анге Постекоглу, он не смог конкурировать с такими футболистами как Вон Коувени, Пол Тримболи и Майкл Курчия. После двух сезонов в «Саут Мельбурн» Оллсопп переехал на другой конец города, в «Карльтон СК».
Сезон 1998 года Оллсопп провел в викторианской премьер-лиге за «Порт Мельбурн Шаркс», затем переехал в Англию, где выступал за клуб второго дивизиона «Манчестер Сити», и забив гол в первом товарищеском матче «Сити» против клуба «Ньюки» и после нескольких матчей за резервную команду, был подписан контракт с клубом на сезон 1998/99. Забив четыре гола в 25 матчах, Оллсопп помог «Манчестер Сити» выйти в первый дивизион, но в сезоне 1999/2000 он не смог закрепиться в основном составе и был отдан в аренду в «Ноттс Каунти».
В начале 2000 года он был отдан в аренду в «Рексем» и к концу сезона 1999/2000 забил четыре гола всего в трех матчах чемпионата. В следующем сезоне он отправился на правах аренды в «Бристоль Роверс», где не смог забить ни одного гола в четырех матчах чемпионата. Оллсопп вернулся на правах аренды в «Ноттс Каунти» и забил четыре гола в трех матчах, после этого был выкуплен клубом за 300 000 фунтов стерлингов. За за три сезона в составе «Сорок» он забил 50 голов в 111 матчах, и перед сезоном 2003/04 контракт с «Халл Сити». Этот переход принес Оллсоппу еще больший успех, так как он забил 15 голов в своем первом сезоне и семь в сезоне 2004/05, будучи постоянным игроком основного состава.
Оллсопп договорился о досрочном расторжении контракта для того что бы вернуться в Австралию, чтобы играть за клуб «Мельбурн Виктори» под руководством Эрни Меррика, который тренировал Оллсоппа в юношеском футболе. Несмотря на 20 выходов в стартовом составе в сезоне 2005/06, Оллсопп был далеко не так результативен, как в своих предыдущих клубах, и забил всего три гола за год. В этом сезоне Оллсопп провел свой 250-й матч во всех турнирах.
Сезон 2006/07 Оллсопп провел в составе «Мельбурн Виктори» и его результативность заметно улучшилась. Он завершил сезон обладателем «Золотой бутсы» лиги как лучший бомбардир дрегулярного чемпионата. Забив 11 голов, он стал первым игроком А-лиги, забившим двузначный результат, и на один гол больше, чем у его товарища по команде, занявшего второе место, Арчи Томпсона. Также за сезон он нанёс 35 ударов в створ ворот, столько же ударить в створ смог только полузащитник «Ньюкасл Джетс» Ник Карл.
В сезоне 2009/10 стало известно, что Оллсопп подписал контракт с катарским клубом «Эр-Райян». У него оставалось меньше года по контракту с «Мельбурн Виктори». 22 сентября 2009 года Оллсопп дебютировал за «Эр-Райян» в матче против «Аль-Харитият», отдав голевую передачу на Амару Дьяна.
18 января 2010 года Оллсопп присоединился к футбольному клубу MLS «Ди Си Юнайтед», однако в декабре контракт был расторгнут по обоюдному согласию. 24 декабря 2010 года Оллсопп присоединился к «Мельбурн Виктори», подписав контракт до конца сезона 2012/13. 18 октября 2012 года объявил об уходе из профессионального спорта.
В 2013 году Оллсопп вернулся, чтобы сыграть за клуб своего детства «Кройдон Сити Эрроуз». 2014 год был успешным как для «Кройдон Сити Эрроуз», так и для Оллсоппа, клуб выиграл лигу 4 чемпионата штата Виктория и перешел в лигу 3, а Оллсопп получил награду «Золотая бутса».
В 2013 году Оллсопп провел матч за клуб «Лонсестон Сити» в качестве приглашенного игрока. Он сыграл в матче 15-го тура Национальной премьер-лиги Тасмании между «Лонсестон Сити» и «Нортерн Рейнджерс». Матч завершился победой «Нортерн Рейнджерс» со счетом 6:0, а Оллсопп получил желтую карточку.
В 2014 году Оллсопп снова сыграл за клуб Национальной премьер-лиги Тасмании в качестве приглашенного игрока в матче 5-го тура против клуба «Хобарт Зебрас». Игра завершилась победой «Лонсестон Сити» со счетом 4:2, а Оллсопп оформил хет-трик. Этот результат стал историческим для «Лонсестон Сити» и положил конец серии поражений из 25 матчей, в которой клуб ранее не одержал ни одной победы с момента создания лиги штата в 2013 году.

### Международная карьера
в 1995 году он получил «Золотую бутсу» на чемпионате мира среди юношей до 17 лет, где стал лучшим бомбардиром, забив пять мячей, в том числе один в матче против Бразилии в котором Австралия уступила со счетом 3:1. Его выступление открыло ему дорогу в Национальную футбольную лиги, он подписал контракт с «Саут Мельбурн». Он оставался в клубе до 1997 года, забив два гола в своих 20 матчах.
Оллсопп снова представлял Австралию, на этот раз на уровне юношей до 20 лет, на молодежном чемпионате мира 1997 года проходивший в Малайзии, где Австралия дошла до второго раунда, но была выбита Японией.
Тем временем Оллсопп стал постоянным игроком сборной Австралии до 23 лет в 1999 году, в 2000 году сыграл три матча и забил один гол, но не был включен в состав сборной на летние Олимпийские игры 2000 года.
Дэнни получил свой первый вызов в основную сборную Австралии на товарищеский матч против Уругвая в июне 2007 года и вышел на замену на 78-й минуте. Во второй раз вышел на поле за сборную, заменив Джеймса Троизи в товарищеском матче против Ганы.
Главный тренер сборной Пим Вербик охарактеризовал игру Оллсоппа в матче против Индонезии в феврале 2009 года как «абсолютно безнадежную», хотя позже добавил, что «в последних играх я видел, что он были очень хорош, так что, возможно, это было из-за Индонезии или перелёта».

## Личная жизнь
Оллсопп женат и у него двое сыновей. После завершения карьеры работает бухгалтером в упаковочной фирме.

## Достижения

### Клубные
- Победитель регулярного чемпионата А-Лиги: 2006/07, 2007/08
- Чемпион А-Лиги: 2006/07, 2007/08
- Победитель Кубка Национальной футбольной лиги: 1995/96
- Победитель Кубка Докерти: 1995

### Индивидуальные
- Золотая бутса Юношеского чемпионата мира по футболу: 1995
- Золотая бутса А-лиги: 2006/2007
- Футболист года Мельбурн Виктори: 2006/07, 2008/09
- Футболист года по выбору одноклубников Мельбурн Виктори: 2006/07, 2007/08